# Parapleustes pulchellus
Parapleustes pulchellus är en kräftdjursart som först beskrevs av Henrik Nikolai Krøyer 1846.  Parapleustes pulchellus ingår i släktet Parapleustes, och familjen Pleustidae. Arten är reproducerande i Sverige.